# 帶子狼 在那雙小手中
帶子狼 在那雙小手中（子連れ狼　その小さき手に）為1993年上映的時代劇，原作為小池一夫，田村正和擔任主演「帶子狼系列」的後續作品。

## 劇情簡介
背景是在江戶時代的一個特定年份，日本的一名大武士小上伊藤 拝一刀擔任“　柳生氏族陰謀搶奪工作並接替他的目標，他是德幕府將軍的武士。 他和自己的家庭成員。 當他的妻子被謀殺並且證據顯示他正在密謀反對將軍時，武士道法典要求他犯下切腹。 相反，他無視德川幕府的命令，並帶著年幼的兒子向敵人舉起武器，成為要雇用的刺客。

## 演員表
- 拝一刀：田村正和
- 柳生烈堂：仲代達矢
- 大五郎: 荘田優志
- 和尚: 田中邦卫
- 春: 岩下志麻
- 柳生備前: 橋爪功
- 信乃：藤村志保
- 七生：若村麻由美
- 千鶴：池上季実子

## 製作人員
- 企劃：小池一夫
- 導演：井上昭
- 原作：小池一夫
- 攝影：藤原三郎
- 音樂：川崎真弘

## 外部連結
1. ↑  . 般社団法人 日本映画製作者連盟.   [10 August 2017]. （原始内容存档于2018-11-04）.
2. ↑  . 松竹.   [2021-07-09]. （原始内容存档于2021-07-09）.